# Marlou Peeters
Marlou Peeters (Dongen, 22 maart 1991) is een voormalig voetbalster die uitkwam voor Willem II, VVV-Venlo en PSV/FC Eindhoven.

## Carrière
Peeters verliet in 2008 haar amateurvereniging VV Dongen om met Willem II te gaan spelen in de Eredivisie voor Vrouwen. In haar eerste jaar speelde ze elf van de 24 duels en scoorde eenmaal voor de club. In totaal kwam ze tot 33 duels in drie jaar tijd en scoorde daarin twee doelpunten. In 2011 stopte Willem II met vrouwenvoetbal. Na een jaar SV Venray ging ze in 2012 naar PSV/FC Eindhoven. Na drie seizoenen met veelal blessures was het advies van haar arts om te stoppen met voetballen. Haar contract kon daarom niet verlengd worden.
In het seizoen 2016/17 was Peeters trainster van het eerste herenelftal van RKVV Zwaluw VFC. Sinds juli 2017 was ze twee jaar lang jeugdtrainer bij Vitesse en hoofdtrainer van de Sporting '70 Vrouwen 1 die uitkomt in de zaterdag eerste klasse landelijk. In 2022 trad ze aan als manager vrouwenvoetbal bij FC Utrecht.

### Carrièrestatistieken
| Seizoen         | Club             | Land            | Competitie             | Competitie | Competitie | Beker | Beker | Internationaal | Internationaal | Overig | Overig | Totaal | Totaal |
| Seizoen         | Club             | Land            | Competitie             | Wed.       | Dlp.       | Wed.  | Dlp.  | Wed.           | Dlp.           | Wed.   | Dlp.   | Wed.   | Dlp.   |
| --------------- | ---------------- | --------------- | ---------------------- | ---------- | ---------- | ----- | ----- | -------------- | -------------- | ------ | ------ | ------ | ------ |
| 2008/09         | Willem II        | Nederland       | Eredivisie             | 11         | 1          | 0*    | 0     | –              | –              | –      | –      | 11     | 0      |
| 2009/10         | Willem II        | Nederland       | Eredivisie             | 6          | 1          | 0*    | 0     | –              | –              | –      | –      | 6      | 1      |
| 2010/11         | Willem II        | Nederland       | Eredivisie             | 16         | 0          | 0*    | 0     | –              | –              | –      | –      | 16     | 0      |
| 2011/12         | VVV-Venlo        | Nederland       | Eredivisie             | 3          | 1          | 0*    | 0     | –              | –              | –      | –      | 3      | 1      |
| 2012/13         | PSV/FC Eindhoven | Nederland       | BeNe League Orange/WBL | 24         | 1          | 1     | 0     | –              | –              | –      | –      | 25     | 1      |
| 2013/14         | PSV/FC Eindhoven | Nederland       | Women's BeNe League    | 10         | 2          | 0*    | 0     | –              | –              | –      | –      | 10     | 2      |
| 2014/15         | PSV/FC Eindhoven | Nederland       | Women's BeNe League    | 4          | 0          | 0*    | 0     | –              | –              | –      | –      | 4      | 0      |
| Carrière totaal | Carrière totaal  | Carrière totaal | Carrière totaal        | 63         | 6          | 1     | 0     | 0              | 0              | 0      | 0      | 64     | 6      |